# Mie Schjøtt-Kristensen
Mie Schjøtt-Kristensen (* 14. Mai 1984 in Odense) ist eine dänische Badmintonspielerin. 

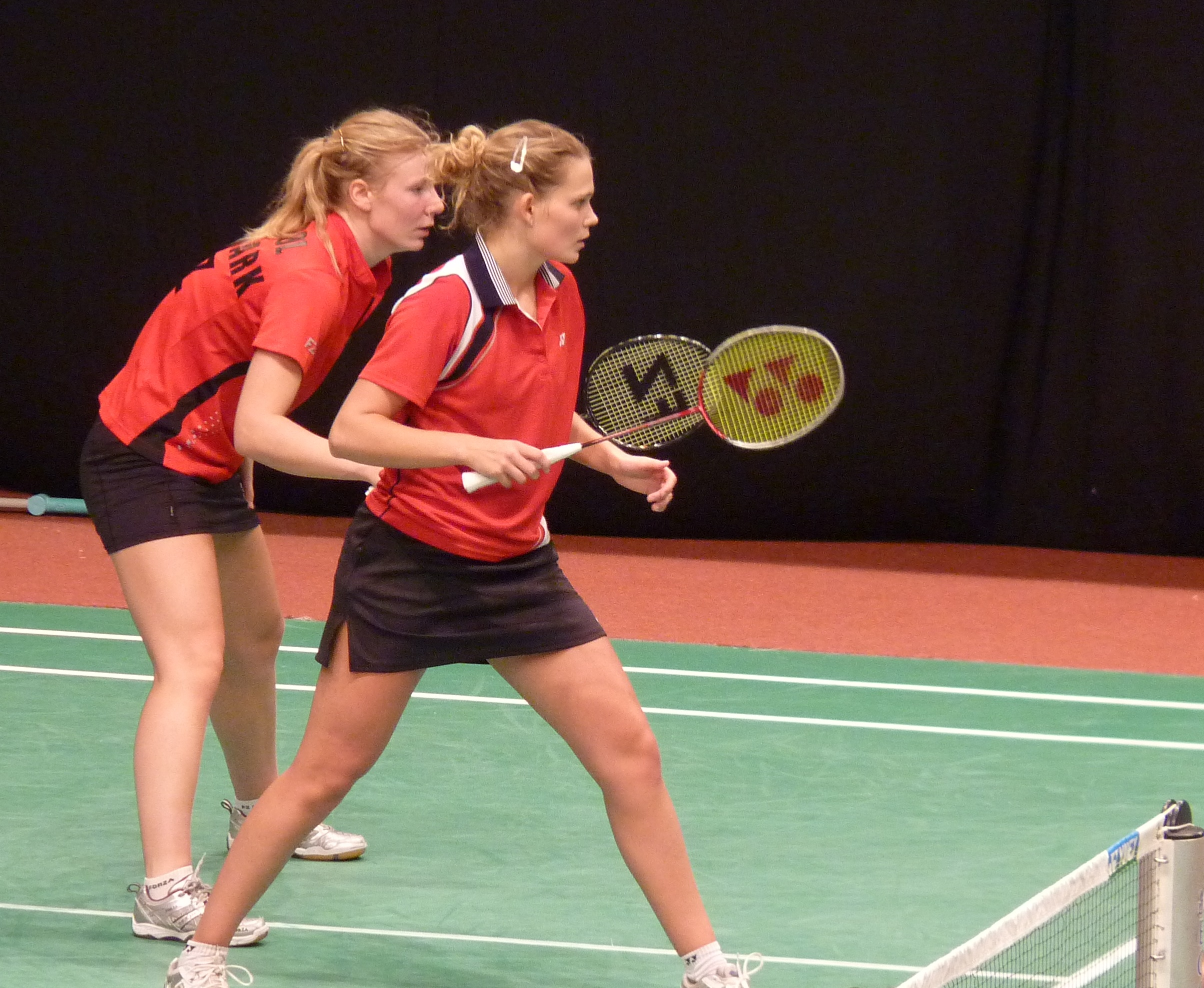
Line Damkjær Kruse and Mie Schjøtt-Kristensen

## Karriere
Mie Schjoett-Kristensen gewann in ihrer Heimat Dänemark 10 Titel im Nachwuchsbereich, ehe sie 2004 erstmals bei den Erwachsenen bei den Czech International erfolgreich war. 2006 und 2007 siegte sie dort erneut. Im letztgenannten Jahr war sie auch bei den Finnish International erfolgreich. 2010 gewann sie bei der Europameisterschaft Bronze im Damendoppel mit Line Damkjær Kruse.

## Sportliche Erfolge
| Saison    | Veranstaltung                                    | Disziplin   | Platz | Name                                                                  |
| --------- | ------------------------------------------------ | ----------- | ----- | --------------------------------------------------------------------- |
| 1995/1996 | Dänemark: Einzelmeisterschaften der Junioren U13 | Damendoppel | 1     | Kamilla Rytter Juhl, Skagen / Mie Schjøtt, Nr. Broby                  |
| 1995/1996 | Dänemark: Einzelmeisterschaften der Junioren U13 | Dameneinzel | 1     | Mie Schjøtt, Nr. Broby                                                |
| 1995/1996 | Dänemark: Einzelmeisterschaften der Junioren U13 | Mixed       | 1     | Mikkel Frantzen, Beder-Malling / Mie Schjøtt, Nr. Broby               |
| 1997/1998 | Dänemark: Einzelmeisterschaften der Junioren U15 | Dameneinzel | 1     | Mie Schjøtt, Nr. Broby                                                |
| 1998/1999 | Dänemark: Einzelmeisterschaften der Junioren U15 | Damendoppel | 1     | Nanna Brosolat Jensen, Lindholm / Mie Schjøtt, Nr. Broby              |
| 1998/1999 | Dänemark: Einzelmeisterschaften der Junioren U15 | Dameneinzel | 1     | Mie Schjøtt, Nr. Broby                                                |
| 1999/2000 | Dänemark: Einzelmeisterschaften der Junioren U17 | Dameneinzel | 1     | Mie Schjøtt, Nr. Broby                                                |
| 2000/2001 | Dänemark: Einzelmeisterschaften der Junioren U17 | Damendoppel | 1     | Nanna Brosolat Jensen, Lindholm / Mie Schjøtt, Nr. Broby              |
| 2001/2002 | Dänemark: Einzelmeisterschaften der Junioren U19 | Dameneinzel | 1     | Mie Schytt, Nr. Broby                                                 |
| 2002/2003 | Dänemark: Einzelmeisterschaften der Junioren U19 | Damendoppel | 1     | Mie Schjøtt, Greve / Camilla Sørensen, Aarhus                         |
| 2004      | Czech International                              | Damendoppel | 1     | Britta Andersen / Mie Schjøtt-Kristensen                              |
| 2006      | Portugal International                           | Mixed       | 1     | Rasmus M. Andersen / Mie Schjøtt-Kristensen                           |
| 2006      | Czech International                              | Damendoppel | 1     | Mie Schjøtt-Kristensen / Christinna Pedersen                          |
| 2006/2007 | Dänemark: Einzelmeisterschaften                  | Damendoppel | 1     | Christinna Pedersen, Frederikshavn / Mie Schjøtt-Kristensen, Hillerød |
| 2007      | Czech International                              | Damendoppel | 1     | Mie Schjøtt-Kristensen / Christinna Pedersen                          |
| 2007      | Finnish International                            | Damendoppel | 1     | Mie Schjøtt-Kristensen / Christinna Pedersen                          |
| 2009      | Dutch Open                                       | Damendoppel | 1     | Line Damkjær Kruse / Mie Schjøtt-Kristensen                           |
| 2009      | Spanish International                            | Damendoppel | 1     | Line Damkjær Kruse / Mie Schjøtt-Kristensen                           |
| 2009      | Bitburger Open                                   | Mixed       | 1     | Mikkel Delbo Larsen / Mie Schjøtt-Kristensen                          |
| 2009      | Irish Open                                       | Mixed       | 1     | Mikkel Delbo Larsen / Mie Schjøtt-Kristensen                          |
| 2009      | Dutch International                              | Damendoppel | 1     | Line Damkjær Kruse / Mie Schjøtt-Kristensen                           |
| 2010      | Europameisterschaft                              | Damendoppel | 3     | Line Damkjær Kruse / Mie Schjøtt-Kristensen                           |
| 2010      | Finnish International                            | Mixed       | 1     | Mikkel Delbo Larsen / Mie Schjøtt-Kristensen                          |